# Библиотека Башкирского государственного университета
Библиоте́ка Башкирского госуда́рственного университе́та (Библиотека БашГУ (ныне Уфимский университет науки и технологий)) — одна из старейших и крупных библиотек Республики Башкортостан.

## История библиотеки
Годом ее рождения можно считать 1909 г., когда в Уфе был открыт Учительский институт и при нем библиотека (затем вуз дважды менял свое название: 1920–1930 г. – Институт народного образования; 1930–1957 г. – Башкирский государственный педагогический (ныне Уфимский университет науки и технологий). В 1957 г. Педагогический институт преобразован в университет. Именно в то время, получив статус университетской, библиотека БашГУ (ныне Уфимский университет науки и технологий) пополнилась за счет фондов библиотек Физического института (7 835 экз.), Рабфака (5 602 экз.), Института иностранных языков, а также архива ЦРБ, откуда поступили дореволюционные журналы.
В годы Великой Отечественной войны (с 1941 по 1946 г.) библиотеке БашГУ (ныне Уфимский университет науки и технологий) пришлось переезжать 12 раз. Но даже в то время ее двери не закрывались – сюда обращались не только преподаватели и студенты, но и сотрудники научных учреждений, эвакуированные в Уфу из Москвы, Ленинграда, Киева и других городов.

## Библиотека БашГУ (нынеУфимский университет науки и технологий) сегодня
К автоматизации процессов работы библиотека приступила в 1995 г. на базе  АБИС «Библиотека». На том этапе освоили электронную каталогизацию и приступили к созданию ЭК на книжный фонд, начиная с поступлений 1995 г. Сегодня  электронный каталог включает базы данных «Книги», «Авторефераты», «Диссертации», «Статьи», «Редкие книги», "Периодика", "Электронные ресурсы" и др.
Накопив определенный опыт  работы с АБИС, библиотека приобрела АБИС «Руслан», которая позволяет комплексно автоматизировать все направления работы. В настоящее время в электронном режиме ведется комплектование фонда, его учет, каталогизация, аналитическая роспись. Приступили к автоматизации книговыдачи: проводится  штрихкодирование фонда, внедряются RFID–технологий при обслуживании читателей и выдаче книг.
Библиотека также принимает участие в проектах АРБИКОНа "МБА", благодаря чему смогла поднять информационное обслуживание на новый, более высокий уровень за счет корпоративной росписи статей, электронной доставки документов, заимствования  библиографических записей. 
В соответствии с приказом №1247 Минобразования России от 27.04.2000 «О системе координации библиотечно-информационного обслуживания образовательных учреждений РФ» Библиотека Башкирского государственного университета является областным методическим центром, координирующим работу библиотек вузов и ссузов РБ.
В 2016 году начала работу электронно-библиотечная система БашГУ (ныне Уфимский университет науки и технологий), в которой размещаются труды преподавателей университета.
На сегодняшний день пользователи Библиотеки имеют возможность воспользоваться услугами электронного каталога, электронного заказа и электронной книговыдачи, виртуальной справочной службы и электронной доставки документов.

## Структура библиотеки
Сегодня Библиотека БашГУ имеет следующую структуру:

### Отдел комплектования и управления фондом
Задачи отдела - централизованное комплектование и докомплектование книжных фондов библиотеки в соответствии с учебными планами университета.
Профили комплектования: литературоведение, языкознание, иностранные языки, математика, физика, химия, юридические науки, география, биология, технология легкой промышленности, экономика, социология, философия, психология, педагогика, история, социальная работа, программирование, экология, химия пищи, радиосвязь.
- Учет и инвентаризация библиотечного фонда;
- Обеспечение рациональной организации, размещения и хранения фондов библиотеки;
- Обеспечение сохранности фондов.

### Отдел библиотечной обработки
- Производит систематизацию всех видов новых документов на русском и иностранных языках;
- Оформляет и предоставляет пользователю справочно-поисковый аппарат в виде традиционных и электронных каталогов;
- Осуществляет ретроспективный ввод в электронный каталог документов с 1995 года;
- Организует, ведет техническое редактирование каталогов, находящихся в ведении сектора;
- Выполняет справки о наличии документов по Генеральному алфавитному каталогу;
- Систематизирует документы для издательств и типографий.

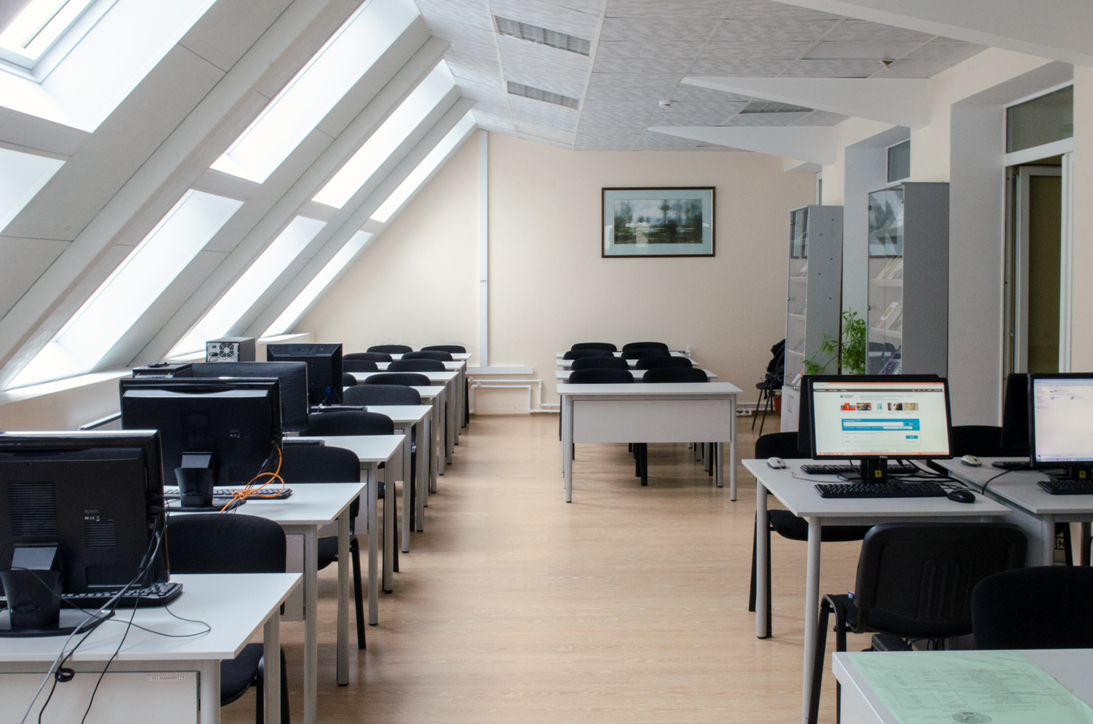
Читальный зал №6

### Отдел обслуживания
- Обслуживание читателей:
  - Читальный зал №1. Обслуживание пользователей и хранение книжного и журнального фонда по филологии, истории, педагогике и др.
  - Читальный зал №2. Обслуживание пользователей и хранение книжного и журнального фонда по физике, химии, математике, информационным технологиям и др.
  - Читальный зал №5. Обслуживание пользователей и хранение книжного и журнального фонда по экономике, географии, геологии, психологии и др.
  - Абонемент №2. Обслуживание пользователей и хранение учебного фонда по физике, химии, математике, информационным технологиям и др.
  - Абонемент №3. Обслуживание пользователей и хранение учебного фонда по биологии, географии, геологии, истории, филологии, философии, социологии, экономике и др.
  - Абонемент №4. Обслуживание пользователей и хранение учебного фонда по юридическим наукам.
  - Абонемент №5. Обслуживание пользователей и хранение учебного фонда по филологии.
  - Абонемент №6. Обслуживание пользователей и хранение учебного фонда по техническим и инженерным наукам.
  - Абонемент №7. Обслуживание пользователей и хранение учебного фонда по экономике, юриспруденции, рекламе, торговому делу, информационной безопасности, историческим наукам.
  - Абонемент №8. Обслуживание пользователей и хранение учебного фонда по географическим и геологическим наукам.
  - Абонемент №9. Обслуживание пользователей и хранение учебного фонда по философии, социологии, социальной работе, культурологи, этике и эстетике.
  - Абонемент №10. Обслуживание пользователей и хранение учебного фонда по психологии и педагогие.

### Отдел электронной информации
- Комплектование, хранение и эффективное использование информационных ресурсов;

участие в формировании и редактировании электронного каталога библиотеки;
- Обучение пользователей основам работы с электронными информационными ресурсами библиотеки;

курирование Электронной библиотеки БашГУ;
- Обеспечение пользователей разносторонне ориентированной информацией;
- Администрирование и информационная поддержка библиотечного сайта.

### Отдел редких и рукописных книг
- Сбор, учет и хранение рукописных материалов и редких печатных изданий;
- Научно-техническая обработка этих материалов и организация справочного аппарата;
- Научная работа по раскрытию наиболее ценных коллекций библиотеки.

Фонд редких и рукописных книг включает в себя рукописные, старопечатные, редкие, репринтные, факсимильные и малоформатные издания по всем отраслям знаний до 1920 года издания, литература на иностранных языках до 1945 года издания, литература по местному краю до 1945 года издания, фонд периодических изданий с XIX века до 1917 года.

### Информационный отдел
- Сбор и анализ данных по публикационной активности и цитируемости сотрудников БашГУ;
- Сбор и анализ наукометрических показателей университета.
- Ведение картотеки книгообеспеченности.

### Научно-методический отдел
- Методическое сопровождение библиотечной деятельности.

## Электронные ресурсы
Библиотека успешно использует в своей работе интернет-технологии, широко применяя ресурсы глобальной сети для удовлетворения информационных потребностей своих читателей по всем направлениям вуза. Благодаря достигнутому уровню автоматизации и высокому профессионализму коллектива библиотека принята в консорциум НЭИКОН, благодаря чему получила возможность предоставить своим пользователям доступ к мировым информационным ресурсам. 
Пользователям Библиотеки предоставляется возможность использования следующих электронных информационных ресурсов:
Учебные ресурсы
| Название                                                            | Характеристика | Ссылка                    |
| ------------------------------------------------------------------- | --- | ------------------------- |
| Электронно- библиотечная система «ЭБ БашГУ»                         | Собственная электронная библиотека учебных и научных электронных изданий, которая включает издания преподавателей БашГУ | https://elib.bashedu.ru/  |
| Электронно-библиотечная система «Университетская библиотека online» | Полнотекстовая БД учебных и научных электронных изданий                                                                 | http://www.biblioclub.ru/ |
| Электронно-библиотечная система издательства «Лань»                 | Полнотекстовая БД учебных и научных электронных изданий                                                                 | http://e.lanbook.com/     |
| Электронно-библиотечная система издательства «Юрайт»                | Полнотекстовая БД учебных и научных электронных изданий                                                                 | https://biblio-online.ru  |